# Баялиев, Данияр Бакытбекулы
Данияр Бакытбек Баялиев (каз. Данияр Бақытбекұлы Баялиев; 30 января 1993, Джамбул, Джамбульская область, Казахстан) — казахстанский футболист, защитник.

## Клубная карьера
Футбольную карьеру начинал в 2013 году в составе клуба «Тараз». 22 мая 2013 года в матче против клуба «Акжайык» дебютировал в казахстанской Премьер-лиге (0:1).

## Клубная статистика
| Игровая карьера | Игровая карьера | Игровая карьера | Лига | Лига | Кубок | Кубок | Межд. | Межд. | Др. | Др. |
| --------------- | --------------- | --------------- | ---- | ---- | ----- | ----- | ----- | ----- | --- | --- |
| 2016            | Тараз           | А               | 15   | 0    | 1     | 0     | —     | —     | —   | —   |
| 2016            | Тараз U-21      | В               | 4    | 0    | —     | —     | —     | —     | —   | —   |
| 2017            | Алтай           | В               | 11   | 0    | —     | —     | —     | —     | —   | —   |
| 2019            | Игилик          | ?               | —    | —    | 2     | 0     | —     | —     | —   | —   |
| 2020            | Игилик          | В               | 3    | 0    | —     | —     | —     | —     | —   | —   |
| 2021            | Игилик          | Б               | 17   | 1    | —     | —     | —     | —     | —   | —   |
| 2022            | Игилик          | Б               | 6    | 0    | —     | —     | —     | —     | —   | —   |